# Male Verbce, Sarnî
Male Verbce (în ucraineană Мале Вербче) este un sat în comuna Korost din raionul Sarnî, regiunea Rivne, Ucraina.

## Demografie
Componența lingvistică a localității Male Verbce
     Ucraineană (99,14%)
     Alte limbi (0,86%)
Conform recensământului din 2001, majoritatea populației localității Male Verbce era vorbitoare de ucraineană (99,14%), existând în minoritate și vorbitori de alte limbi.